# Kristalmicrofoon

Kristalmicrofoon

Een kristalmicrofoon is een microfoon waarvan de werking berust op het piëzo-elektrisch effect. 
Zowel de uitgangsimpedantie als de spanningsafgifte zijn, in vergelijking met een elektrodynamische microfoon, zeer hoog. 
Door de mechanische overbrenging tussen de conus en het kristal, en het optreden van resonanties in de conus, is de geluidskwaliteit doorgaans matig. Door de opkomst van betaalbare dynamische- en elektretmicrofoons is de kristalmicrofoon vrijwel geheel buiten gebruik geraakt.